# Экстерьер

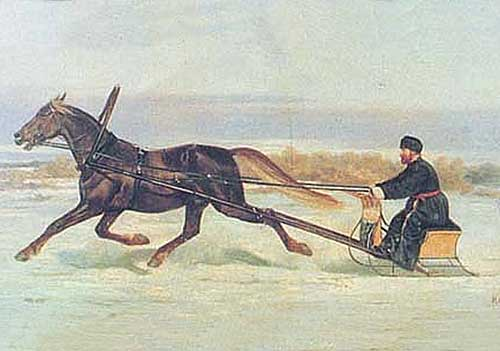
Орловский рысак Сокол на езде. Картина Н. Сверчкова.

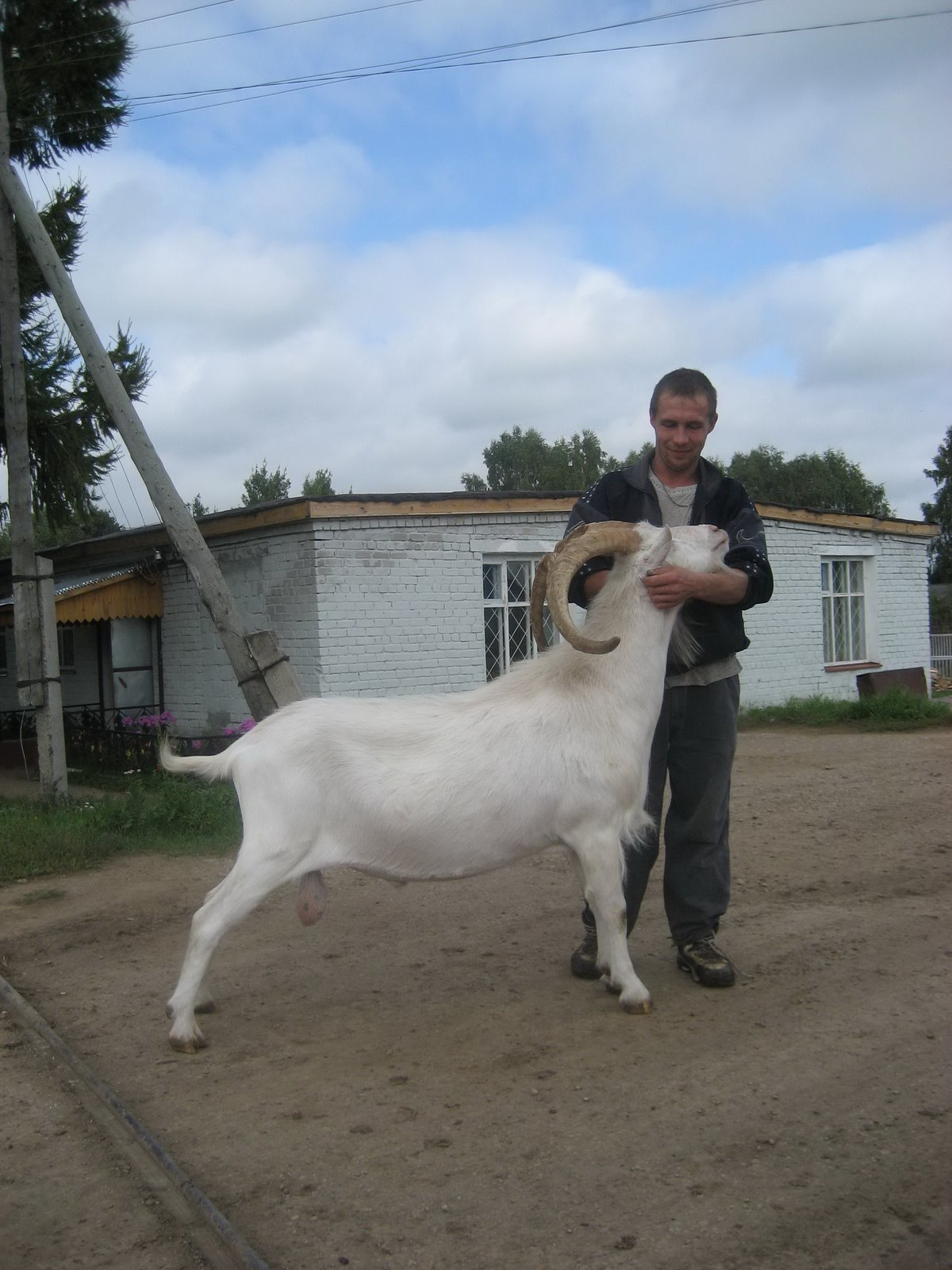
Зааненский козел на козьей ферме «Лукоз».

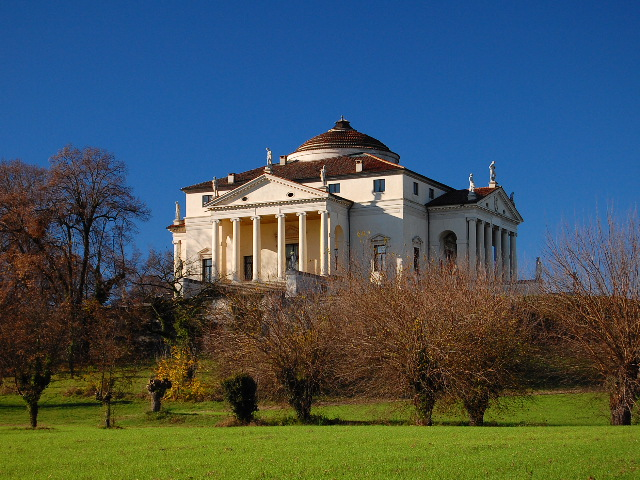
Классический экстерьер виллы Ротонды близ Виченцы (арх. Андреа Палладио)

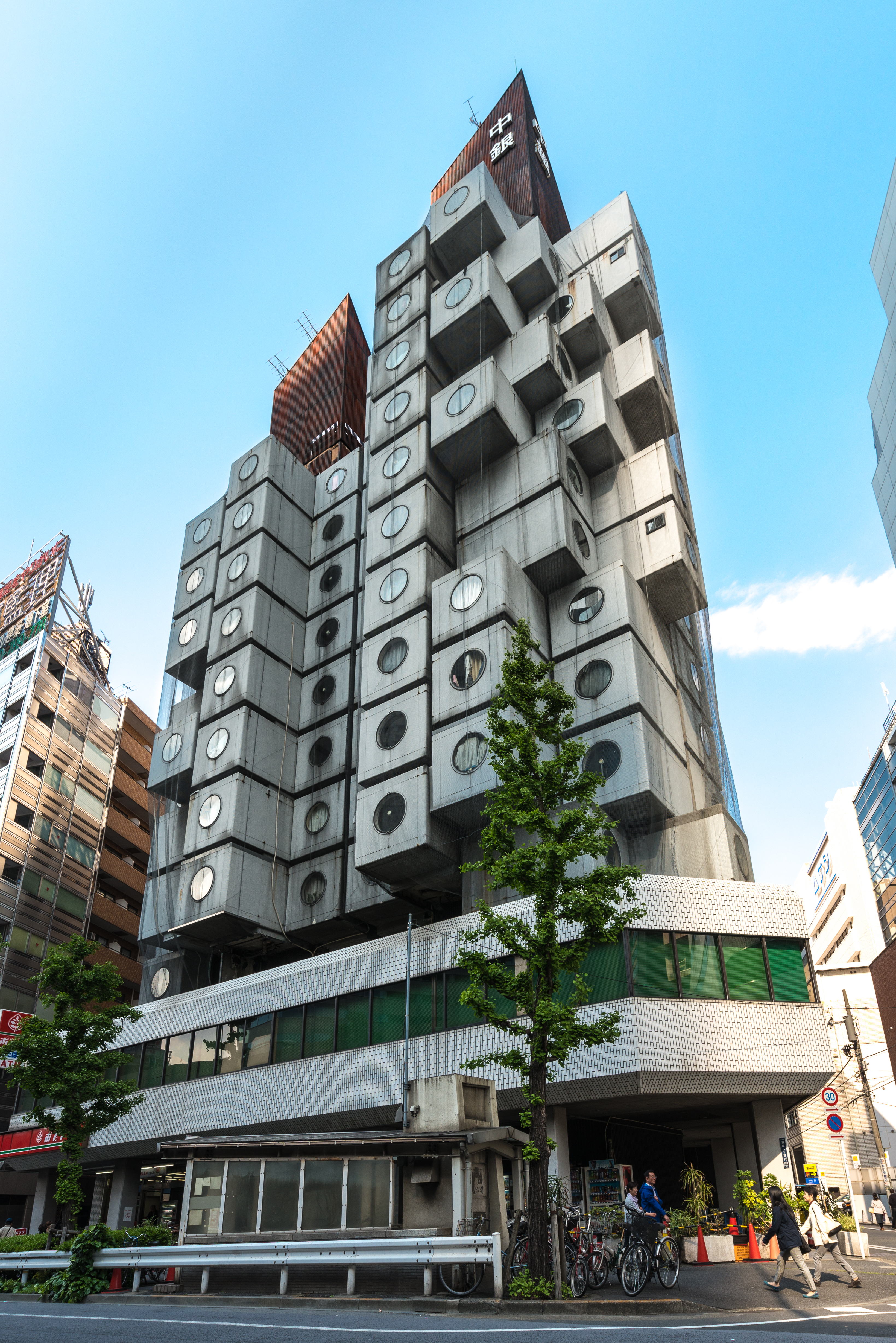
Капсульная башня Nakagin Capsule Tower Кисё Курокава показывает изменчивость современного экстерьера зданий — любую капсулу можно произвольно переместить

Экстерье́р (фр. extérieur < лат. exterior — внешний, антоним — интерьер), Экстерьёр — строение (внешнее строение) тела сельско-хозяйственных животных (лошадей, собак, и так далее), иногда растений, также внешний вид чего-либо (художественное/архитектурное оформление здания, автомобиля и прочего, обеспечивающей человеку благоприятное эстетическое восприятие.
В основе дизайна экстерьера сооружений и изделий лежит синтез прагматических и художественных идей и решений, направленных на улучшение условий существования человека в целостной эстетически совершенной форме.

## Сельско-хозяйственные животные
Термин «экстерьер» для описания внешнего вида пород животных и птиц был введен в практику в 1768 году французским учёным Клодом Буржела.
Экстерьерные и другие характеристики животного описывает стандарт породы.
Внешнее строение сельско-хозяйственных животных или экстерьер, в животноводства, применим к различным породам лошадей (коневодство), крупного рогатого скота (скотоводство), овец (овцеводство) и свиней (свиноводство), а также и к домашней птице (птицеводство).
Экстерьер, или учение о наружных формах (внешнем строении) сельско-хозяйственных животных, представляет отдел животноводства, который занимается изучением соотношений между наружным (внешним) видом сельско-хозяйственных животных, их отдельными статьями и хозяйственной пригодностью. Особое значение приобретает внешнее строение сельско-хозяйственных животных в заводском искусстве при браковке и отборе сельско-хозяйственных животных.
Экстерьер сельско-хозяйственных животных, определяется стандартами породы для их разведения. В случае рабочих животных он определяет предполагаемое использование, то есть для какой работы подходит та или иная порода или отдельное животное, например, лошадь в качестве тяглового или ездового животного.

## В архитектуре
Экстерьер зданий постоянно претерпевает изменения. Некоторые детали экстерьера бывают типичными для некоторой территории или эпохи, так, про экстерьер некоторых зданий можно с уверенностью сказать, что это готика, ампир, классицизм и так далее. В то же время экстерьер может быть сугубо индивидуален и неповторим.
Современный экстерьерный дизайн характерен различными, внешне даже противоречивыми тенденциями: с одной стороны, стремлением максимально насытить экстерьер техническими устройствами, специальным оборудованием (системы кондиционирования, компьютерная техника, энергонакопительные элементы и тому подобное), с другой — «приближением» к природе, включением в экстерьер естественно-природных компонентов (зелень, бассейны, фрагменты рельефа, прозрачные покрытия и стены).Также часто используется  балконы для украшения фасада. 
У внешне единого экстерьера здания может быть несколько совершенно различных интерьерных решений.